# Branch Warren
William Warren (soprannominato Branch Warren; Tyler, 28 febbraio 1975) è un culturista statunitense.

## Storia
Iniziò a partecipare alle prime competizioni di culturismo nel 1992. Partecipò per la prima volta alla competizione di Mr. Olympia nel 2005 classificandosi in ottava posizione. L'anno seguente si classificò secondo nella competizione dell'Arnold Classic.
Nel 2010 ha partecipato al Mr.Olympia classificandosi terzo alle spalle di Phillip Heath (giunto secondo) e del vincitore Jay Cutler.

## Carriera[2]
- 2012 Arnold Classic, 1st
- 2011 Arnold Classic, 1st
- 2011 British Grand Prx, 1st
- 2010 Arnold Classic, 2nd
- 2010 Olympia, 3rd
- 2009 Mr. Olympia, 2nd
- 2009 Arnold Classic, 3rd
- 2008 Arnold Classic, 4th
- 2007 New York Pro, 1st
- 2007 Arnold Classic, 7th
- 2006 Mr. Olympia, 12th
- 2006 Grand Prix Australia, 5th
- 2006 San Francisco Pro Invitational, 2nd
- 2005 Europa Supershow, 1st
- 2005 Charlotte Pro, 1st
- 2005 Mr Olympia, 8th
- 2004 Show of Strength Pro Championship, 4th
- 2004 Night of Champions, 8th
- 2001 NPC Nationals, 1st, Heavyweight (Earned Pro Card)
- 2000 NPC USA, 3rd, Heavyweights
- 1999 NPC Junior Nationals, 4th, Heavyweights
- 1993 NPC Teenage Nationals, Lightheavyweight and Overall, 1st
- 1992 AAU Teenage Mr. America, Short and Overall, 1st